# Joaquín Gallegos Lara
Pour les articles homonymes, voir Gallegos et Lara.
Joaquín Gallegos Lara (Guayaquil, 9 avril 1909 – 16 novembre 1947) est un écrivain équatorien.
Son roman le plus célèbre est Las cruces sobre el agua (« Les Croix sur l'eau »), roman historique qui décrit la grève générale de novembre 1922 à Guayaquil et la répression qui a suivi.
Écrivain engagé au Parti communiste de l'Équateur, il fut brièvement l'époux de Nela Martínez, l'une des dirigeantes de ce parti, avec laquelle il se marie en 1934 et entretient une intense relation épistolaire de 1930 à 1938 (avec 307 lettres sous la plume de Martínez et 461 sous celle de Gallegos Lara, toutes publiées dans un recueil en 2013).